# Steve Lukather

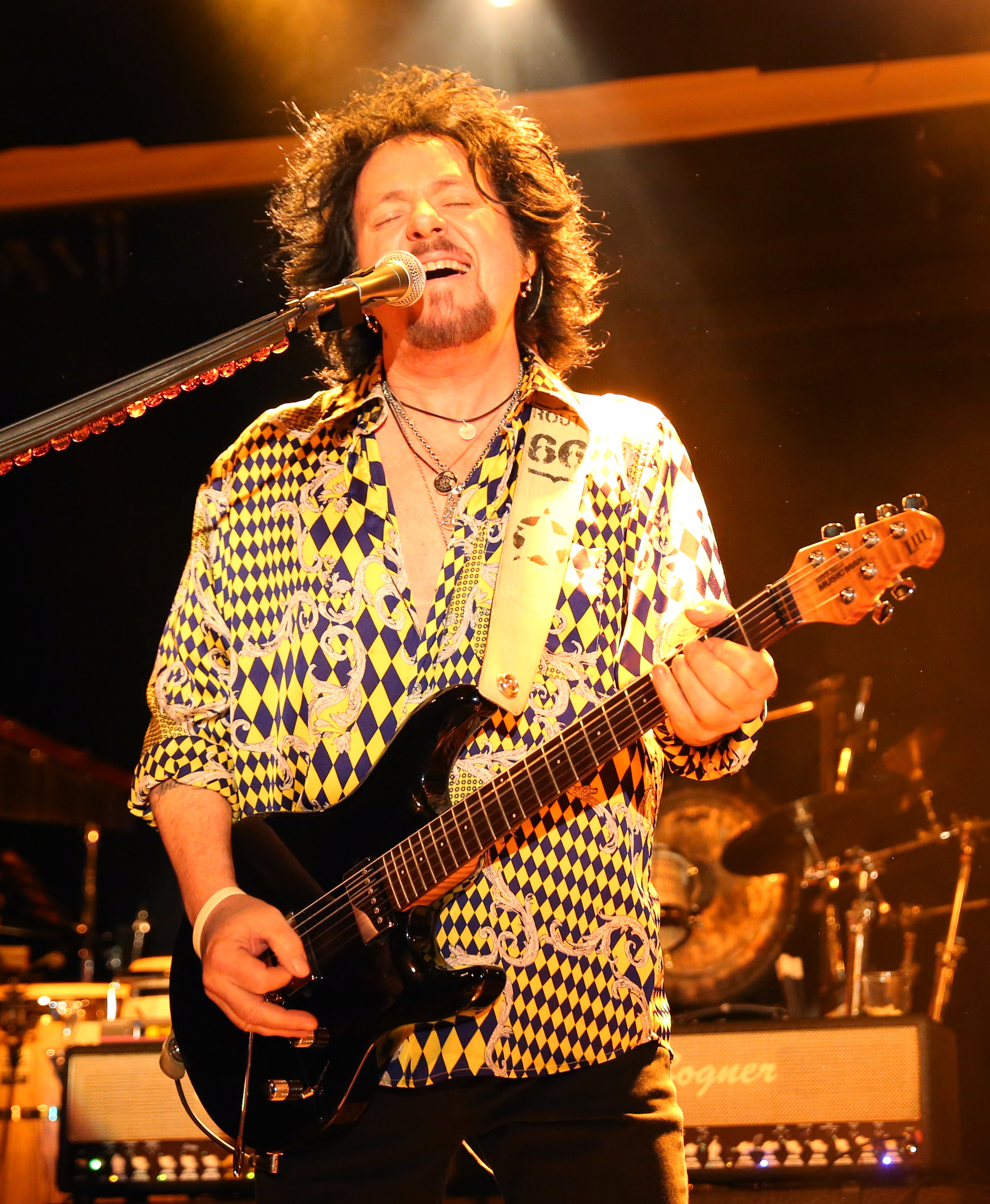
Steve Lukather, vor 2018

Steven Lee Lukather (* 21. Oktober 1957 im San Fernando Valley, Los Angeles) ist ein US-amerikanischer Gitarrist, Studiomusiker, Sänger, Arrangeur und Gründungsmitglied der Band Toto und weltweit erfolgreicher Solokünstler.

## Leben
Im Kindesalter erlernte Steve Lukather die Instrumente Gitarre und Klavier und begann sich nach zweijährigem Gitarrenstudium bei Jimmy Wyble schnell in der Sessionszene in den Studios von Los Angeles zu etablieren. Als knapp 20-Jähriger wurde er Mitglied bei der Band Toto und wurde auf deren Alben vor allem durch seine Soli weltbekannt.

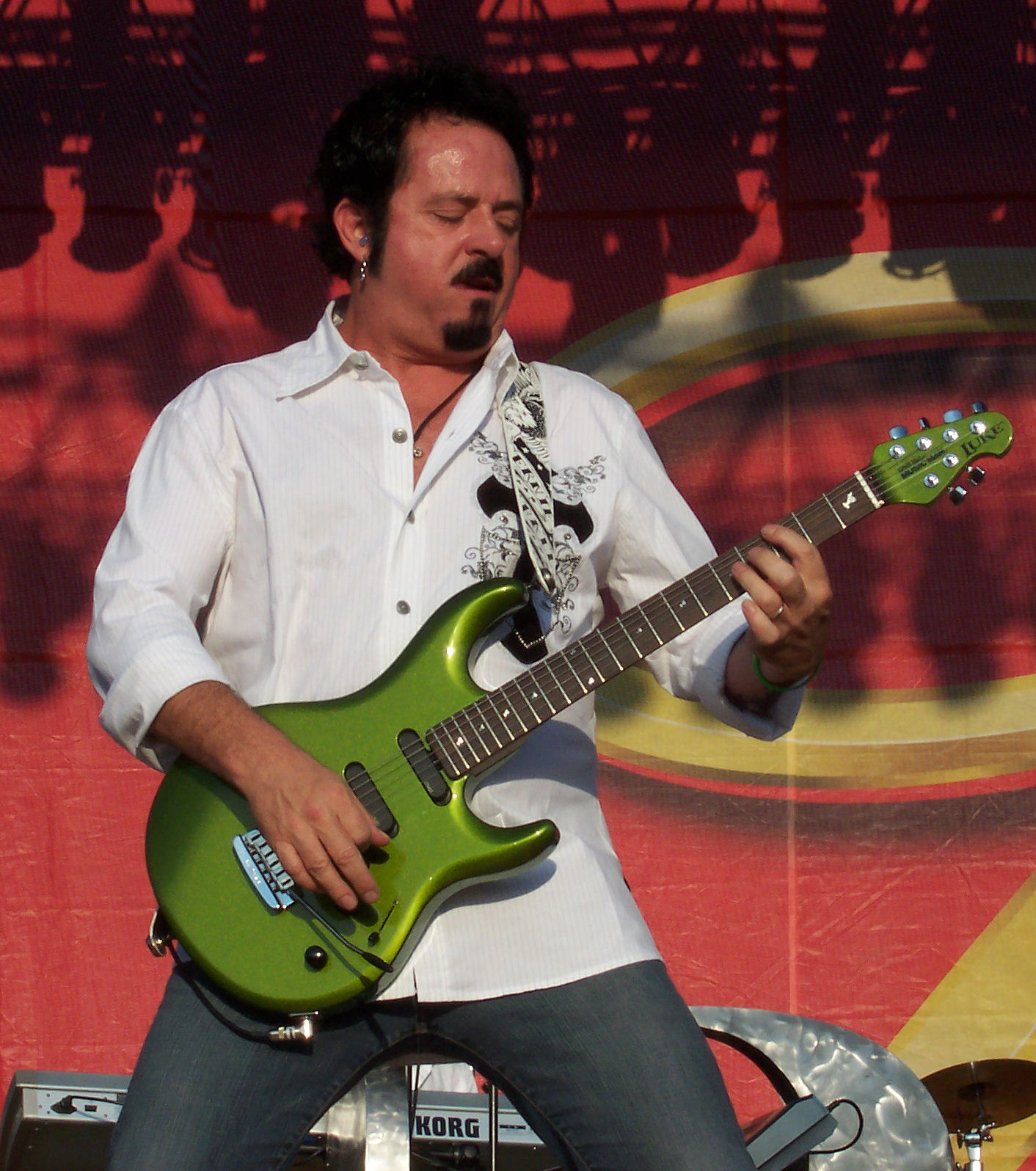
Steve Lukather, 2007

Seine Bekanntheit gründet auch auf seiner langjährigen Sessiontätigkeit als Gitarrist für zahlreiche andere namhafte Künstler. Lukather spielte auf mittlerweile über 1000 Aufnahmen für Musiker wie etwa Michael Jackson (etwa als Rhythmusgitarrist bei Beat It), Elton John, Eric Clapton, Paul McCartney, The Tubes, Joe Cocker, Boz Scaggs, Brothers Johnson, Lionel Richie, Chicago. Insgesamt ist er dadurch auf mehr als 500 Mio. verkauften Tonträgern zu hören.
Für sein Instrumentalalbum No Substitutions im Rock/Jazz/Fusion-Stil, das er in Japan gemeinsam mit Larry Carlton einspielte, erhielt er 2002 einen seiner zahlreichen Grammys.
Steve Lukather ist zweimal geschieden und vierfacher Vater. Er hat aus seiner zweiten Ehe mit Shawn Batten eine Tochter und einen Sohn William sowie aus erster Ehe mit Marie Currie eine Tochter und einen Sohn.
Im Jahr 2018 erschien seine Autobiographie The Gospel According To Luke.
Die Redaktion des Musikmagazins Rolling Stone wählte ihn 2024 unter die "Die 250 besten Gitarristen aller Zeiten" (Platz 186).

## Musikalische Karriere

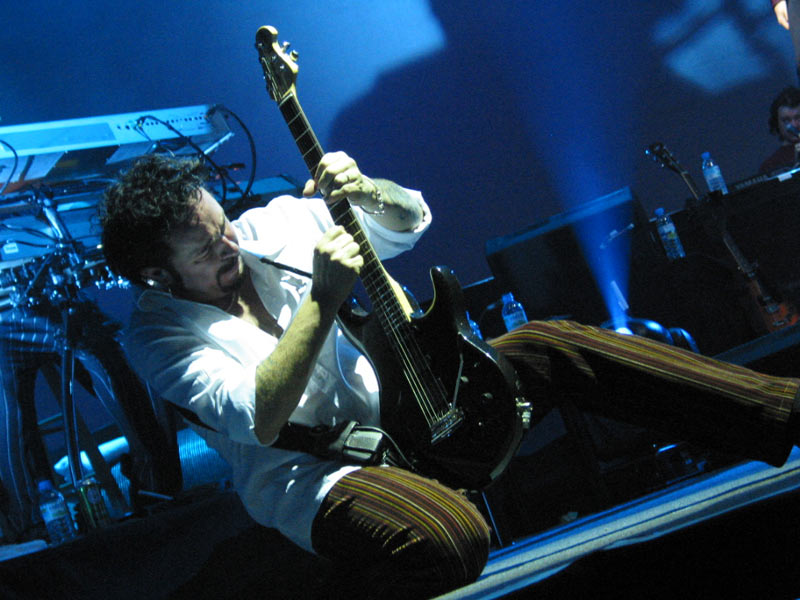
Lukather bei einem Gitarrensolo

Neben einigen weiteren Projekten fand Lukathers Musikkarriere hauptsächlich als Sessionmusiker und im Rahmen von Toto, Los Lobotomys und seinem Soloprojekt statt. Insgesamt wird Lukather als Mitwirkender auf über 500 Musikalben erwähnt, veröffentlichte 17 Alben mit Toto, fünf mit Los Lobotomys und sechs in seinem Soloprojekt.

### Musikalische Vorbilder
Neben Jeff Beck, mit dem er ein unveröffentlichtes Album aufgenommen hat, nennt er als Vorbilder unter den Studiomusikern unter anderen Jay Graydon, Larry Carlton, Dean Parks, Ray Parker, Jr., Lee Ritenour und als allgemeine Vorbilder Jimi Hendrix, Al Di Meola, Eric Clapton, Jimmy Page und George Harrison. Dessen Solo in I Saw Her Standing There bei einem Fernsehauftritt der Beatles in der Ed Sullivan Show 1964 war der Grund, warum er Gitarre zu lernen begann. Von Jimi Hendrix coverte er den Song Freedom auf seinem Album Candyman. Auf demselben Album ist auch eine Coverversion des James-Gang-Songs The Bomber zu hören. Auf der Past-to-Present-Tournee 1990 seiner Band Toto spielte er den Hendrix-Song Little Wing als Tribute Solo. Dieses Lied streute er seitdem immer wieder gelegentlich bei Toto-Konzerten ein. Seit 2015 spielte Lukather mit Toto jeweils Little Wing oder While my guitar gently weeps ebenfalls als Tribute.

### Toto
1977 war Lukather an der Gründung der Rockband Toto beteiligt, in der er bis zur zwischenzeitlichen Auflösung 2008 Gitarre und Gesang übernahm, sowie seit Jeff Porcaros Tod 1992 die inoffizielle Funktion des Bandleaders innehatte. Anfang Juni 2008 stieg Lukather vorübergehend bei Toto aus; das bedeutete gleichzeitig das vorläufige Ende der Band. Anfang 2010 gab die Band bekannt, dass sie wieder auf Tournee gehen würde, um den an Amyotropher Lateralsklerose erkrankten und schließlich 2015 verstorbenen Mike Porcaro finanziell zu unterstützen. 2010 bis 2012 gab Steve Lukather mit Toto Konzerte in Europa und Japan sowie Nord- und Südamerika. Wie bereits im Sommer 2012 angekündigt, war Steve Lukather mit Toto weiterhin auf Tour. Im Oktober 2019 spielte die Band ihr letztes Konzert der North America Tour 2019 im Rahmen der 40 Trips Around The Sun Tour. Steve Lukather gab daraufhin bekannt, dass dies der letzte Auftritt von Toto in der Besetzung Paich, Porcaro, Williams und Lukather war.

### Los Lobotomys
Das Musikprojekt Los Lobotomys wurde 1985 als „Fun Band“ in Los Angeles gegründet. Im Laufe der Jahre fanden Top-Studiomusiker wie David Garfield, Steve Lukather, Jeff Porcaro, Michael Landau, Chris Brandon Fields, Joe Sample und Will Lee in dieser Band eine gemeinsame Plattform, um vor allem instrumentale Musik der Spitzenklasse zu zelebrieren. 1994 agierte Los Lobotomys in der Besetzung Steve Lukather (Gitarre und Gesang), David Garfield (Keyboards), John Pena (Bass) und Simon Phillips (Drums) als Band auf Steve Lukathers Soloprojekt Candyman und der anschließenden Welttournee. 2004 kam es zum Zerwürfnis zwischen den Musikern, da Garfield und Pena gegen den Willen von Lukather und Phillips Livematerial von 1994 als offizielles Bootleg veröffentlichten. Nach Aussagen von Lukather wird es Los Lobotomys in dieser Form nicht mehr geben.

### Soloprojekte

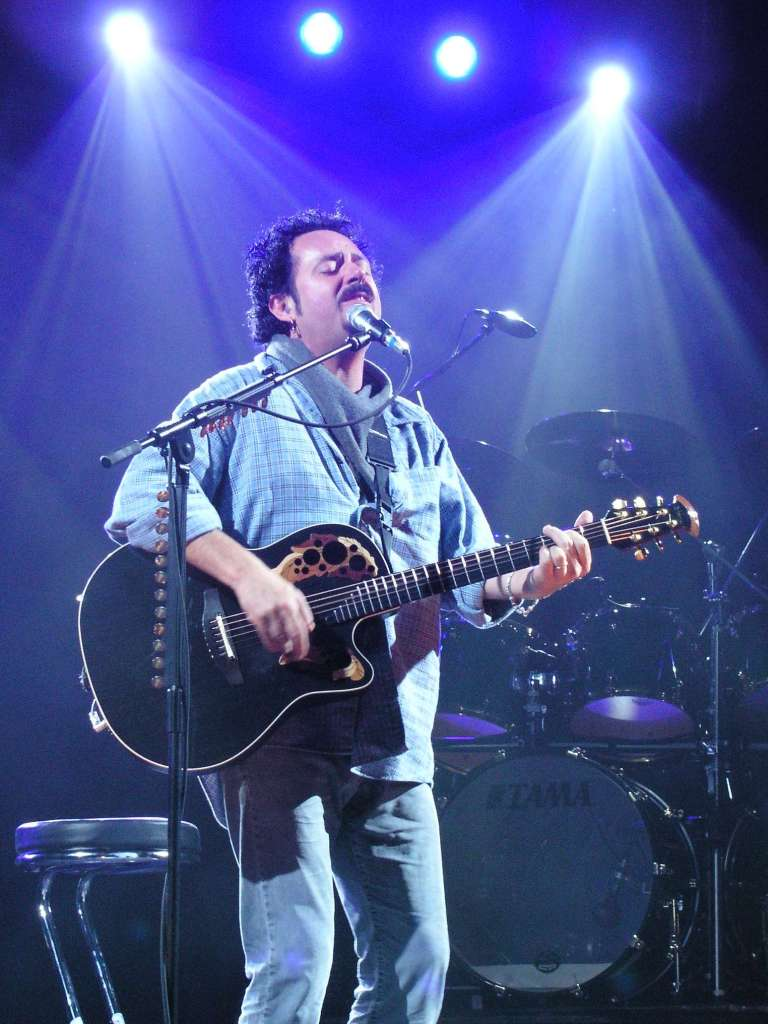
Lukather beim Varus Open Air, 2004

- Lukather (1989) Columbia/Sony Music
- Candyman (1994, in Europa als Lukather solo erschienen, in den USA als Los Lobotomys) Columbia/Sony Music,
- Luke (1997) Columbia/Sony Music,
- No Substitutions mit Larry Carlton (2001) Favored Nations/Zomba Records,
- SantaMental (2003),
- Ever Changing Times (2008) Frontiers Records
- All's Well That Ends Well (Mascot Records) 2010
- Transition (Mascot Records) 2013
- I Found The Sun Again (Mascot Records/The Player’s Club) 2021
- Bridges (Mascot Records/The Player’s Club) 2023

## Instrumente und Technik
Zu Beginn seiner Karriere spielte Lukather häufig Gitarren vom Typ Gibson Les Paul. Zu Beginn der 1980er Jahre spielte er Gitarren der japanischen Firma Ibanez. Ab Mitte der 80er Jahre erhielt er bei der damals noch selbständigen Firma Valley Arts aus North Hollywood sein eigenes Signatur-Gitarrenmodell. Es basierte auf einem Custom-Modell einer klassischen Super-Strat mit Floyd-Rose-Tremolo und Tonabnehmern in HSS-Bestückung (Humbucker/Single Coil/Single Coil) der Firma EMG (E85/SA/SA).
Seit 1994 spielt er sein eigenes Gitarrenmodell namens Luke der Firma Music Man. Anfangs noch ebenfalls mit Floyd Rose Tremolo, später dann mit dem Music Man Vintage Tremolo mit Locking-Mechaniken. Bis 2010 verwendete er weiterhin EMG-Serien-Tonabnehmer in der Steg- und Mittelposition. Nur in der Halsposition verwendete er einen nach seinen Angaben entwickelten Single-Coil-Pickup von EMG. Dadurch ist es ihm möglich, typisch „hohle“ Strat-Sounds zu produzieren, wie sie bei Jimi Hendrix der Fall waren. Seit 2011 arbeitete er an einem neuen Luke-III-Modell, das 2012 erschien. Die Elektro-Akustik-Gitarre seiner Wahl ist seit 2009 eine Yamaha. Lukather fährt ein dreikanaliges Verstärker-Setup, das heißt in der Mitte das trockene Signal seines Verstärkers (ohne Effekte), links und rechts (stereo) die zugemischten Effekte. Die drei Kanäle laufen jeweils über eine 2x12"-Custom-Audio-Electronics-Lautsprecherbox. Sein Verstärker ist ein Custom-Audio-Electronics-Preamp (CAE 3+) in Verbindung mit einer VHT-Classic-Power-Endstufe.
2014 spielt Lukather über Verstärker und Boxen von Bogner Amplification, zwei Verstärker mit je einer Box in Stereo. Zunächst wurden 2 Bogner Ecstasy 101b benutzt. 2015 wurde ein dritter 101b dazugestellt, um vor zuvor aufgetretenen Problemen mit den Röhren geschützt zu sein. Ab 2018 wurden Bogner-Helios-100-Topteile genutzt. Laut Lukather klingen diese mehr nach seinen früher verwendeten Marshall-Verstärkern und seien, da der Helios 100 nur einen Kanal hat, einfacher zu bedienen.

## Diskografie
Steve Lukather
- 1989: Lukather (Album)
- 1994: Candyman (auch unter Interpret Los Lobotomys zu finden)
- 1997: Luke
- 2008: Ever Changing Times
- 2010: All’s Well That Ends Well
- 2013: Transition
- 2021: I Found the Sun Again
- 2023: Bridges

Steve Lukather und Edgar Winter Live-Album
- 2010: An Odd Couple Live

Steve Lukather und El Grupo Live-Album
- 2005: El Grupo Live

Steve Lukather und  Friends Album
- 2003: Santamental

Steve Lukather und  Larry Carlton Album
- 2001: No Substitutions
- 2016: At Blue Note Tokyo (Live-Album)

Steve Lukather und Larry Carlton Live-DVD
- 2005: The Paris Concert

Steve Lukather, Carlos Santana und Beck
- 1986: Lotus Gem

## Auszeichnungen (als Solokünstler)
| Jahr | Org.                  | Award                                      | Titel                                                            |
| ---- | --------------------- | ------------------------------------------ | ---------------------------------------------------------------- |
| 1982 | Grammy Award          | Best Rhythm & Blues Song                   | Turn Your Love Around* (Interpret: George Benson)                |
| 2002 | Grammy Award          | Best Pop Instrumental Album                | No Substitutions: Live in Osaka (Larry Carlton & Steve Lukather) |
| 2010 | Eddy Christiani Award | Lifetime achievement guitar award, Holland |                                                                  |

*als Songautor zusammen mit Jay Graydon und Bill Champlin.
Hinzu kommen zahlreiche Auszeichnungen für/mit Toto.